# Austroceratoppia sabahna
Austroceratoppia sabahna är en kvalsterart som beskrevs av Sandór Mahunka 1996. Austroceratoppia sabahna ingår i släktet Austroceratoppia och familjen Ceratoppiidae. Inga underarter finns listade.